# Figlie di Nostra Signora del Sacro Cuore (Issoudun)
Le Figlie di Nostra Signora del Sacro Cuore, dette d'Issoudun (in latino Filiae Dominae Nostrae a Sacro Corde), sono un istituto religioso femminile di diritto pontificio: le suore di questa congregazione pospongono al loro nome la sigla F.D.N.S.C.

## Storia

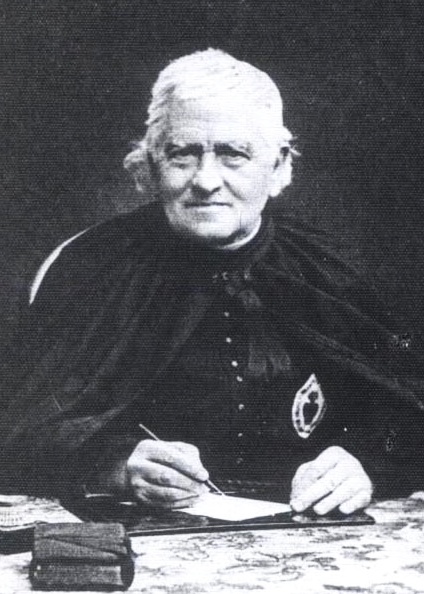
L'abbé Chevalier, fondatore dell'istituto

La congregazione venne fondata il 30 agosto 1874 a Issoudun, in arcidiocesi di Bourges, dal sacerdote francese Jules Chevalier (1824-1907), già fondatore dei Missionari del Sacro Cuore di Gesù, per la propagazione della devozione al Sacro Cuore di Gesù: nel 1882 padre Chevalier affidò la direzione dell'istituto a madre Marie-Louise Hartzer (1837-1908), prima superiora generale e cofondatrice delle Figlie di Nostra Signora del Sacro Cuore.
Nel 1874, raggiunta la Papuasia, le suore iniziarono ad affiancare i religiosi del ramo maschile nell'attività missionaria nelle isole del Pacifico meridionale.
L'istituto venne approvato dall'arcivescovo di Bourges il 30 agosto 1874; ottenne il pontificio decreto di lode il 23 luglio 1908 e le sue costituzioni vennero approvate definitivamente dalla Santa Sede il 4 aprile 1928.

## Attività e diffusione
Le Figlie di Nostra Signora del Sacro Cuore si dedicano all'istruzione e alla catechesi dei giovani e dei fanciulli e alla cura degli infermi.
Sono presenti in Europa (Belgio, Francia, Irlanda, Italia, Paesi Bassi, Regno Unito, Slovacchia), in Africa (Angola, Burkina Faso, Camerun, Repubblica Democratica del Congo, Senegal, Sudafrica, Sudan), nelle Americhe (Brasile, Stati Uniti d'America, Venezuela), in Asia (Filippine, Giappone, Indonesia) e in Oceania (Australia, Figi, Kiribati, Nauru, Papua Nuova Guinea); la sede generalizia è a Roma.
Al 31 dicembre 2008 la congregazione contava 1.235 religiose in 207 case.